# آ۷ (ورزش)
آ۷ (به انگلیسی: A7) یک کلاس در کلاس‌بندی ورزشی افراد قطع عضو مورد استفاده سازمان بین‌المللی ورزش‌های معلولان، برای افراد قطع عضو مادرزاد یا پس از آن است. این کلاس مربوط به افرادی است که هر دو دستشان از زیر مفصل آرنج اما از محل مچ یا بالاتر از آن قطع شده است. ورزشکاران این کلاس می‌توانند در رشته‌های دو و میدانی، شنا، دوچرخه‌سواری، بولینگ روی چمن و سیتزبال شرکت کنند.